# Viola zapalowiczii
Viola zapalowiczii är en violväxtart som beskrevs av Zmuda. Viola zapalowiczii ingår i släktet violer, och familjen violväxter. Inga underarter finns listade i Catalogue of Life.